# چوتو گلا
چوتو گلا (به لاتین: Chotogolla) یک منطقهٔ مسکونی در بنگلادش است که در ناحیه داکا واقع شده‌است. چوتو گلا ۱٬۰۰۰ نفر جمعیت دارد.